# Józef Weyssenhoff (Schriftsteller)
Józef Weyssenhoff (* 8. April 1860 in Kolano (Powiat Parczewski); † 6. Juli 1932 in Warschau) war ein polnischer Schriftsteller, Lyriker, Literaturkritiker und Verleger.

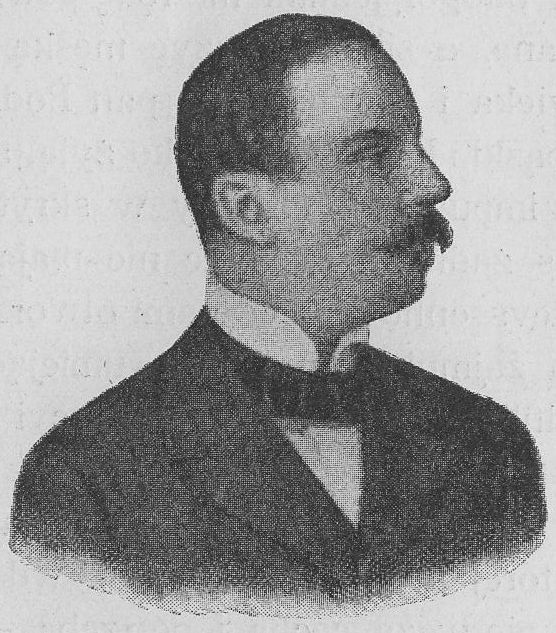
Józef Weyssenhoff

## Leben
Weyssenhoff stammte aus deutsch-baltischem Adel, der im 17. Jahrhundert polnisch wurde (er hatte einen Barons-Titel). 1935 erschien eine von ihm verfasste Familienchronik. Weyssenhoff wuchs in Vilnius und Warschau auf, studierte Jura an der Kaiserlichen Universität Dorpat und verwaltete dann das ererbte Landgut in der Gegend von Lublin. Er war ab 1891 in Warschau, reiste aber viel in Europa. 1907 bis 1910 lebte er in Berlin (Steglitz), im Ersten Weltkrieg in Russland und ab 1918 meist in Warschau, wo er auch Verleger war (Herausgeber der Warschauer Bibliothek). 1924 bis 1928 wohnte er in Bydgoszcz.
Er war von konservativer Grundhaltung und skeptisch gegenüber der Moderne. Seine Romane handeln meist von der polnischen Adelswelt und der Jagd. Neben Romanen veröffentlichte er Gedichte und ein literarisches Tagebuch.
Er war der Vater des Physikers Jan Weyssenhoff. Sein Cousin war der Maler Henryk Weyssenhoff.

## Werke
- Żywot i myśli Zygmunta Podfilipskiego 1898
  - Deutsche Übersetzung: Leben und Gedanken des Herrn Siegmund von Podfilipski, S. Fischer 1916, und:  Die vornehme Welt: Leben u. Gedanken des Herrn Zygmunt Podfilipski, Verlag der Nation, Berlin 1979, 1987
- Soból i pana 1912 
  - Deutsche Übersetzung: Der Zobel und die Fee: Jagdroman, Essener Verlagsanstalt 1937
- Puszcza, 1915 (Der Wald, Roman)
- Syn marnotrawny, 1905
  - Deutsche Übersetzung: Der verlorene Sohn: ein Roman aus der polnischen Adelswelt, Ullstein 1917